# Ана Мілан
Ана Мілан (ісп. Ana Milán; нар. 3 листопада 1973, Аліканте, Іспанія) — іспанська акторка кіно і телебачення.

## Біографія
Ана Мілан народилася 3 листопада 1973 року в Аліканте, вісім років прожила в місті Альманса (Альбасете) . Вона наймолодша з трьох братів і сестер. Закінчила факультет інформаційних наук у нинішньому Університеті Карденаля Еррера CEU, щоб зрештою стати актрисою. Вона поїхала до Мадрид, де навчалася драматичному мистецтву в студії Хуана Корацци і майже одразу дебютувала на телебаченні в програмі La central на Antena 3 з Хесусом Васкесом, роботу в якій вона поєднувала з моделюванням для дизайнерів модного бренду Devota & Lomba та Мануеля Піньї на подіумі Cibeles в Мадриді.

### Професійна кар'єра
В 2002 році Ана почала робити перші кроки у світі акторської майстерності, граючи епізодичні ролі в таких популярних серіалах, як «Policías y Compañeros» на каналі Antena 3. Після закінчення навчання вона приєдналася до театральної трупи 5mujeres.com, яка гастролювала по всій Іспанії. Вона була частиною початкового складу, який прем'єрував виставу в Більбао та провела два сезони в театрі Алькасар в Мадриді, де вона зіграла кожну з п'яти монологів. У цій театральній виставі вона зіграла разом з Нурією Гонсалес. Її можна було побачити за кухонною плитою в кулінарній програмі «Ти ніколи не розбивав тарілку», що виходила на Canal +, де вона була ведучою.
В 2005 році долучилася до гумористичного серіалу Telecinco Camera Café, в якому вона ділила головну роль з Артуро Вальсом, Есперансою Педреньо, Луїсом Варелою, Кароліною Сересуелою та іншими, де вона зіграла роль Вікторії де ла Вега. Пізніше вона взяла участь у спін-офі серіалу Fibrilando, який протримався на телебаченні дуже недовго.
Водночас велику популярність їй принесла теленовела, що транслювалася на Telecinco - "Yo soy Bea", в якій брали участь такі актори, як Рут Нуньєс, Алехандро Тоус, Моніка Естарреадо, Норма Руїс та Хосе Мануель Седа. У ній вона грала Сандру де ла Вега, одну з акціонерок журналу і дочку одного з засновників, яка починає працювати прибиральницею під ім'ям Сонсолес Пріето, персонажа, якому вона дала життя в 2006 і 2007 роках.
У 2008 році вона почала грати Олімпію, вчительку англійської мови в інституті Сурбаран, у серіалі, що транслювався на каналі Antena 3, «Фізика чи хімія», в якому вона залишалася протягом семи сезонів. Паралельно з участю в серіалі вона була ведучою програм «Пароль» і «Хто б не впав» на каналі Cuatro. У 2014 році вона приєдналася до щоденного серіалу Antena 3 «Кохати — це назавжди».
У наступні роки вона епізодично брала участь у таких серіалах, як «Веб-терапія» (2016), «Ольмос і Роблес» (2016) або «Пакіта Салас» (2016; 2018), а також брала участь як співпрацівниця в телепрограмах «Лайки» (2016-2017), Fantastic Dúo (2017) і Lo siguiente (2018-2019).[9] У 2019 році вона стає учасницею четвертого сезону "Майстер-шеф знаменитостей" на TVE. Того ж року вона веде програму Mi vida en serie на каналі Netflix на Youtube.
У 2020 році вона повертається до телевізійної драматургії, взявши участь у серіалі Veneno, де грає Сару Монтіель, а також у ролі головної героїні в ребуті Física o química Física o químicaː El reencuentro, де знову втілює Олімпію Діас Сентено. Крім того, внаслідок пандемії коронавірусу в Іспанії, під час карантину актриса здобула великий успіх у соціальних мережах, розповідаючи свої найсмішніші анекдоти. Деякі з її історій межували навіть із сюрреалізмом, що призвело до того, що тиждень за тижнем кількість її підписників зростала. Atresmedia Televisión звернула увагу на популярність історій Ани Мілан і почала готувати серіал на їх основі.
У 2021 році вона взяла участь у повнометражних фільмах "Де помістяться двоє" Пако Кабальєро, знятому з ансамблевим складом акторів,

## Фільмографія
| Рік |  | Українська назва | Оригінальна назва | Роль |
| --- |  | ---------------- | ----------------- | ---- |